# Давиденко Степан Павлович
Давиденко Степан Павлович (17 (30) листопада 1911, селище Олександрово-Григоріївка, Юзівка, Катеринославська губернія, Російська імперія — 10 жовтня 1972, Черкаси, УРСР) — підполковник Радянська Армія, учасник німецько-радянська війна. Герой Радянського Союзу (1944).

## Життєпис
Степан Павлович Давиденко народився 30 листопада 1911 р. у селищі Олександрово-Григоріївка (зараз — пригород Донецьк) в робітничій сім'ї. Закінчив сім класів школи, у 1930 р. — дворічну радпартшколу. Працював на шахті № 1 Щегловського рудоуправління. У 1930 р. був призваний на службу у Робітничо-селянську Червону армію.
У 1932 р. він закінчив Оренбурзькі курси стрілків-бомбардирів, у 1933 р. — Краснодарську військову об'єднану школу льотчиків і літнабів. Брав участь у боях біля озера Хасан.
З першого дня Німецько-радянської війни — на її фронтах. Воював на Брянський, Воронезький і Центральний фронт
У 1943 р. тоді капітан Степан Давиденко був штурманом ескадрильї 24-го авіаполку 241-ї бомбардувальної авіадивізії 3-го бомбардувального авіакорпусу 16-ї повітряної армії Центрального фронту. До того часу він здійснив 180 бойових вильотів, проводив розвідку глибокого тилу противника, бомбардування скупчень його військ і комунікацій.
Указом Президії Верховної Ради СРСР від 4 лютого 1944 р. за «зразкове виконання бойових завдань командування на фронті боротьби з німецькими загарбниками і проявлені при цьому мужність і героїзм» капітан Степан Давиденко був удостоєний високого звання Героя Радянського Союзу з врученням ордена Леніна і медалі «Золота Зірка» за номером 3217.
Після закінчення війни продовжив службу у Радянська Армія. У 1952 р. закінчив Вища офіцерська школа штурманів.
У 1957 р. у званні підполковник був звільнений у запас. Проживав у Черкаси, помер 10 жовтня 1972 р. Похований у Черкаси.
Нагороджений трьома орден Леніна, трьома орден Червоного Прапора, орден Вітчизняної Війни 1-г ступеня і орден Червоної зірки, а також медалями.
На честь Давиденка названа вулиця у місті Макіївка Донецької області України.